# Schillinger Panoramaweg
Der Schillinger Panoramaweg im Landkreis Trier-Saarburg ist eine Traumschleife am Saar-Hunsrück-Steig. Der Rundwanderweg beginnt und endet am Flonterbachweiher (Schillinger Waldweiher), der am Flonterbach nahe Schillingen liegt.
Der Panoramaweg mit einer Länge von etwa 15 Kilometern kann an zwei Stellen auf 11 oder 13 Kilometer abgekürzt werden. Der gesamte Weg kann bei normalen Witterungsverhältnissen bequem in viereinhalb Stunden gegangen werden. Das Deutsche Wanderinstitut hat den Weg mit 64 Erlebnispunkten bewertet.
Es gibt kaum Steigungen, sodass der Panoramaweg auch für Anfänger gut geeignet ist. Vom Weg aus blickt man auf Schillingen, zum Teufelskopf oder zum Rösterkopf, den jeweils höchsten Erhebungen des Schwarzwälder Hochwaldes und Osburger Hochwaldes. Markante Punkte am Weg sind der Flonterbachweiher, die dortige Fatimakapelle, der Keller Stausee und der Flonterbach.
Der Weg durchquert urtümliche Wälder mit abwechslungsreichem Baumbestand, entlang kleinerer Bachläufe und durch offene Feldfluren. Am Weg in Richtung Zerf liegt das Gelände, wo Ende März bzw. Anfang April die wilden Narzissen blühen und zu diesem Zeitpunkt das Narzissenfest gefeiert wird. Gaststätten gibt es am Flonterbachweiher, in Schillingen oder am Keller Stausee.
Bei Schillingen liegt der Aussichtsturm 7-Köpfe-Blick.

## Bilder

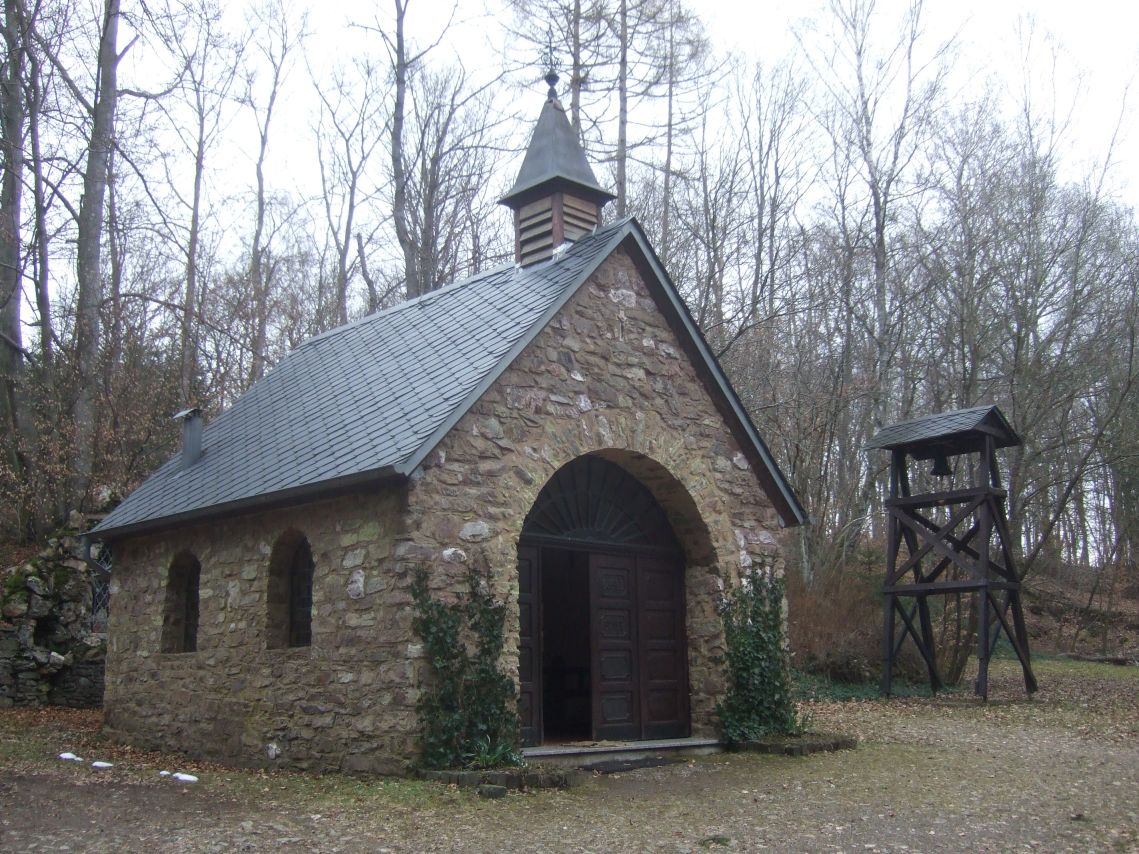
Fatima-Kapelle Schillingen
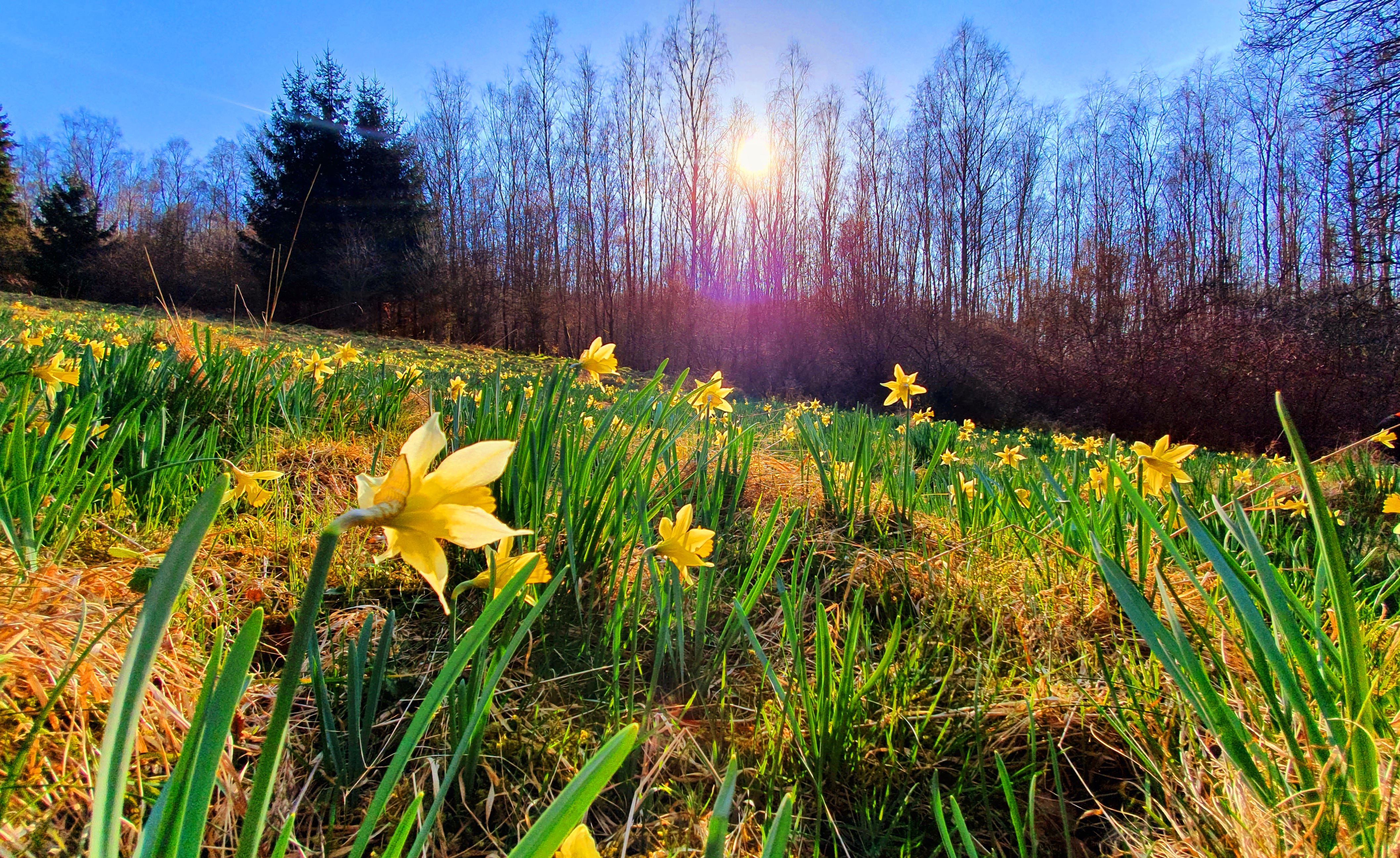
Wildnarzissen
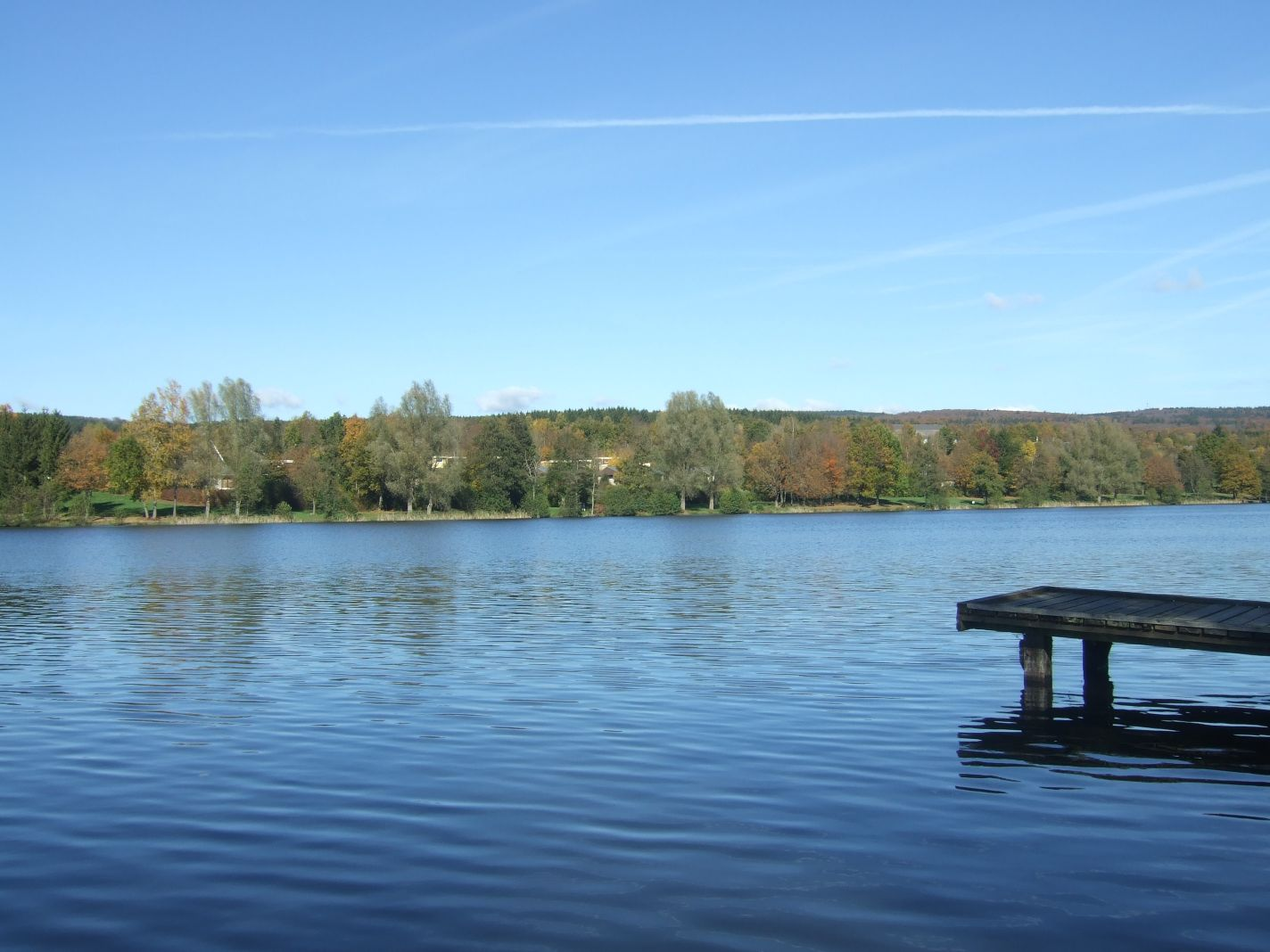
Keller Stausee